# Зелёный Яр (Братский район)
Зелёный Яр (укр. Зелений Яр) — село в Братском районе Николаевской области Украины.
Основано в 1924 году. Население по переписи 2001 года составляло 108 человек. Почтовый индекс — 55409. Телефонный код — 5131. Занимает площадь 0,28 км².

## Местный совет
55400, Николаевская обл., Братский р-н, пгт Братское, ул. Мира, 104